# ویولا (دلاور)
ویولا، دلاور (به انگلیسی: Viola, Delaware) یک سکونتگاه مسکونی در ایالات متحده آمریکا با جمعیت ۱۵۷ نفر است که در دلاویر واقع شده‌است.